# Петер Грау (офіцер)
Петер Грау (нім. Peter Grau; 30 вересня 1893, Гамбург — 15 вересня 1960) — німецький офіцер, капітан-цур-зее крігсмаріне. Кавалер Німецького хреста в золоті.

## Нагороди
- Залізний хрест 2-го і 1-го класу
- Почесний хрест ветерана війни з мечами
- Застібка до Залізного хреста 2-го і 1-го класу
- Німецький хрест в золоті (20 листопада 1941) — як фрегаттен-капітан резерву, командир танкера-заправника «Нордмарк» і комендант гавані Ла-Спеція.
- Вимпел Воєнних заслуг (29 червня 1942)